# 이치조 아키요시
이치죠 아키요시(일본어: 一条 昭良 いちじょう あきよし[*])는 에도 시대의 공경이다. 고요제이 천황의 9황자이고, 관백 이치죠 우치모토의 양자가 되어, 이치죠가 14대 당주가 되었다. 그로 인해, 이치죠가는 황별섭가가 되었다. 관위는 종1위 섭정, 관백, 좌대신이다.

## 약력
고요제이 천황의 9황자로 태어났다. 아명은 큐노미야 (九宮)이다. 게이초 14년 (1609년) 전 관백 이치죠 우치모토의 양자가 되어, 카네토오 (兼遐)로 칭했다. 간에이 6년 (1629년), 관백이 되었고, 후에 섭정이 되었다. 간에이 12년 (1635년), 이름을 아키요시 (昭良)로 고치고, 섭정에서 퇴임했다. 쇼호 4년 (1647년), 섭정에 재임되었고, 후에 다시 관백이 되었다. 조오 원년 (1652년), 출가하여 에이칸 (恵観)이라 칭하였다. 간에이 18년 (1641년)경부터 라쿠호쿠니시카모에 산장을 운영하여, 다이고가의 선조가 되는 차남 후유모토에게 물려주었다.
카모의 산장 (이치죠 에이칸 산장)의 다실이 1959년에 건축가 호리구치 스테미의 감수 하에 가마쿠라시 죠묘지에 이축하여, 현존하고 있다 (일본의 중요문화재).

## 계보
- 아버지 : 고요제이 천황
- 어머니 : 코노에 사키코 - 코노에 사키히사의 딸
- 아내 : 오다 요리나가의 딸
- 측실 : 니시노토우인 토키나오의 딸
  - 장남 : 이치죠 노리스케
  - 차남 : 다이고 후유모토